# Мипам Чокьи Лодрё
Мипам Чокьи Лодрё (тиб. མི་ཕམ་ཆོས་ཀྱི་བློ་གྲོས་, Вайли ་Mi-pham Chos-kyi Blo-gros, 1952—2014) — Четырнадцатая реинкарнация (тулку) Кюнзига Шамара Ринпоче (Шамарпы).
Родился в Восточном Тибете, в провинции Дерге, в 1952 году. Был найден Шестнадцатым Гьялва Кармапой и опознан как очередное воплощение Шамарпы. На тот момент ему было четыре года. Являясь вторым по значимости лицом в линии тибетского буддизма Карма Кагью Ринпоче получил от Кармапы XVI полную передачу поучений традиции Кагью и в течение всей жизни сопровождал Кармапу.
Является племянником Шестнадцатого Кармапы..
В возрасте шести лет был отправлен для обучения в монастырь Янг Чен, основную резиденцию Шамарп в Тибете. В 9 лет вместе с другими тибетскими ламами был вынужден покинуть Тибет, спасаясь от китайской оккупации. Прибыл в Сикким, где и продолжил обучение.
В линии Карма Кагью фактическим управлением во время, когда Кармапа ещё не достиг совершеннолетия, занимается Шамарпа.
После кончины Кармапы XVI Шамар Ринпоче стал держателем линии и посвятил себя работе над многочисленными проектами, начатыми его учителем. Он достроил Международный буддийский институт Кармапы (KIBI, Karmapa International Buddhist Institute) в Нью-Дели. Институт является высшим учебным заведением, дающим классическое буддистское духовное образование.
Шамар Ринпоче завершил переиздание основного текста «Тенгьюра» — свода комментариев к основному будистскому тексту Ганджуру, состоящего из философских трудов выдающихся индийских и тибетских мастеров разных эпох.
В 1994 году он узнал семнадцатое воплощение Кармапы — Тринле Тхае Дордже. Он занимался воспитанием и образованием нового Кармапы.
11 июня 2014 года Кюнзиг Шамар XIV Мипам Чокьи Лодрё ушёл из жизни, оставив всей линии Кагью, ученикам и буддистам по всему миру неоценимые плоды развития Дхармы: поучения, комментарии, монастыри, книги, поддержку и прямую передачу.

## Сочинения
- Как действует медитация
- Тренировка ума по семи пунктам в соответствии с учением Атиши
- Семь пояснений к медитации